# کریستین فرانک
کریستین فرانک (به آلمانی: Christine Francke) (زادهٔ ۱۲ ژوئن ۱۹۷۴ میلادی) یک دروازه‌بان بازشستهٔ زن فوتبال اهل کشور آلمان است.وی یکی از بازیکنان تیم ملی فوتبال زنان آلمان در المپیک ۱۹۹۶ بود. اما بازی را در این رقابتها انجام نداد.